# 沙巴日

沙巴自治後的首支旗幟

沙巴日又稱北婆羅洲自治日，是一個慶祝馬來西亞沙巴州脫離英國殖民統治獲得自治的節日，日期訂於每年的8月31日。自2012年起，由於馬來西亞獨立日未能反映沙巴歷史，故北婆羅洲自治日逐漸獲沙巴州政府和民眾的重視。
雖然北婆羅洲自治日也被稱為「獨立日」，但嚴格而言並不正確，因為直至馬來西亞成立為止之前，英國有關北婆羅洲自治的立法並沒有使北婆羅洲獨立。2018年，婆羅洲遺產基金會（Borneo Heritage Foundation）曾呼籲州政府將「沙巴日」訂為州的法定假期。2023年8月，沙巴州政府将“沙巴日”与“独立日”并列为官方庆典，轮流在沙巴各县举行庆典活动，不会与独立庆典活动重合。

## 背景
在第二次世界大戰之後，北婆羅洲成為英國軍事管制區。其後北婆羅洲渣打公司因重建北婆羅洲的成本高昂而出現財政困難。北婆羅洲在1946年成為直轄殖民地，而重建北婆羅洲的任務亦由直轄殖民地政府接手，首任直轄殖民地總督愛德華·特懷寧（Edward Twining）在1949年5月5日上任。其後雷夫·霍恩（Ralph Hone）、羅蘭·特恩布爾（Roland Turnbull）先後接任總督，繼續北婆羅洲的重建工作，直至末任直轄殖民地總督顧德為止方告完成。在所有重建計劃完成之後，直轄殖民地政府決定在1963年8月31日給予北婆羅洲自治權。同年9月16日，北婆羅洲以「沙巴」的名義，與馬來亞、砂拉越和新加坡合組為馬來西亞。

## 與馬來西亞獨立日的關連
每年的8月31日是北婆羅洲自治日，而那天亦是慶祝1957年馬來亞聯合邦脫離英國殖民統治獨立的馬來亞獨立日。因此，婆羅洲遺產基金會和沙巴州民主行動黨均表示他們會慶祝「沙巴獨立日」而非馬來西亞獨立日。
2015年，聯邦通訊與多媒體部長阿末沙比里宣佈獨立日將不會再提及馬來亞的獨立週年，以避免沙巴和砂拉越的民眾因為提及馬來亞的獨立週年而覺得被孤立。但是，砂拉越土地發展部長詹姆斯馬星回應阿末沙比里的建議時表示，9月16日的馬來西亞日才是國家團結的拉力點。他亦指：「8月31日是馬來亞和沙巴的獨立日，但不是砂拉越的獨立日。馬來亞和沙巴可以在8月31日慶祝他們的獨立日。而如果我們獲邀，我們也可在當地參與他們的慶祝活動。我們必須糾正錯誤。」
2023年8月23日，沙巴州副首席部长拿督斯里杰菲里吉丁岸（Jeffrey Kitingan）宣布，沙巴州政府官方将于每年8月31日庆祝沙巴日。这是60年来首次正式庆祝沙巴日，并且庆祝活动在另一地点举行，不会与同日举行的国庆活动重叠。